# Odontothrips karnyi
Odontothrips karnyi är en insektsart som beskrevs av Hermann Priesner 1924. Odontothrips karnyi ingår i släktet Odontothrips och familjen smaltripsar. Inga underarter finns listade i Catalogue of Life.